# Élections législatives de 2020 aux Samoa américaines
Les élections législatives de 2020 aux Samoa américaines ont lieu le 3 novembre 2020 afin d'élire les 21 membres de la Chambre des représentants des Samoa américaines, un territoire non incorporé et non organisé des États-Unis.

## Système électoral
Les Samoa américaines sont dotées d'un parlement bicaméral, le Fono, dont la Chambre des représentants est la chambre basse. Celle ci est dotée de 21 sièges pourvus pour deux ans, dont vingt au scrutin majoritaire dans 14 circonscriptions uninominales et 3 circonscriptions binominales. Enfin, un délégué sans droit de vote est élu lors d'un vote public sur l'île Swains,.
Le scrutin uninominal majoritaire à un tour est utilisé dans les circonscriptions d'un seul siège, et le scrutin majoritaire binominal dans celles de deux sièges. Dans chaque circonscription, les électeurs disposent d'autant de voix que de sièges à pourvoir, qu'ils répartissent aux candidats de leur choix à raison d'une voix par candidat. Après décompte des suffrages, le candidat ou les deux candidats ayant reçu le plus de voix sont élus, en fonction du nombre de sièges dans la circonscription.

## Résultats
| Partis                   | Partis                       | Voix | %   | +/- | Sièges | +/-           |
| ------------------------ | ---------------------------- | ---- | --- | --- | ------ | ------------- |
|                          | Indépendants                 |      |     |     |        |               |
|                          | Indépendant délégué de Swain |      |     |     | 1      |               |
|                          |                              |      |     |     |        |               |
| Votes valides            |                              |      |     |     |        |               |
| Votes blancs et nuls     |                              |      |     |     |        |               |
| Total                    | Total                        |      | 100 | -   | 21     | en stagnation |
| Abstentions              |                              |      |     |     |        |               |
| Inscrits / participation |                              |      |     |     |        |               |